# Itaquiraí
Itaquiraí é um município do estado de Mato Grosso do Sul, na região Centro-Oeste, no Brasil.

## História
Até o século XVIII, a região era ocupada pelos índios terenas e caiuás. A partir de então, começou a ser desbravada por bandeirantes. No início do século XX, ganhou impulso, na região, o cultivo da erva-mate. Em 1955, a região começou a ser ocupada por migrantes procedentes dos estados de São Paulo e Paraná, que ocuparam os terrenos pertencentes ao capitão João Paulo Cabreira e a Geraldo Fernandes Fideles.
Foi elevada a distrito pertencente a Ponta Porã pela Lei 2111, de 26 de dezembro de 1963, com o nome de "Itaquiraí". Posteriormente, passou a pertencer aos municípios de Amambai e Iguatemi. Em 1980, separou-se de Iguatemi, tornando-se um município autônomo.

## Etimologia
"Itaquiraí", conforme o Dicionário de Tupi Antigo, vem de "takyra - nome de uma planta + 'y: rio das taquiras."  Recebeu este nome devido ao Córrego Itaquiraí.

## Geografia

### Localização
O município de  está situado no sul da região Centro-Oeste do Brasil, no Sudoeste de Mato Grosso do Sul (Microrregião de Iguatemi). Localiza-se na latitude de 23º28’26” Sul e longitude de 54°11’06” Oeste. Distâncias:
- 407 km da capital estadual (Campo Grande)
- 1 342 km da capital federal (Brasília)
- 69 km da fronteira com o Paraguai (Salto del Guairá)
- 78 km da divisa com o estado do Paraná (Guaíra)

### Geografia física
Solo
No município de Itaquiraí, verifica-se a predominância de latossolo de textura média e, acompanhando as principais linhas de drenagem, nitossolos de textura arenosa/média, ambas com baixa fertilidade natural, e algumas áreas de neossolos.
Relevo e altitude
Está a uma altitude de 340 m. Tem, como característica principal, áreas planas entremeadas com relevos tabulares. As áreas planas de acumulação predominam ao longo dos rios principais, representada por larga faixa próxima ao rio Paraná e, ao norte, com o rio que lhe serve de limite. O município de Itaquiraí encontra-se na Região dos Planaltos Arenítico-Basálticos Interiores, com duas unidades geomorfológicas, Divisores das Sub-Bacias Meridionais e Vale do Paraná.
Clima, temperatura e pluviosidade
Está sob influência do clima subtropical (Cfa) do sul de Mato Grosso do Sul. A temperatura média dos meses mais frios está entre 14 °C a 15 °C. As precipitações variam de 1 400 a 1 700 milímetros anuais.
Hidrografia
Está sob influência da Bacia do Rio da Prata. Principais rios:
- Rio Amambai (pronuncia-se "amambaí"): afluente pela margem direita do rio Paraná; limite entre os municípios de Naviraí e Itaquiraí. Pertence à Bacia do rio Paraná. Possui 340 quilômetros de extensão, sendo 90 quilômetros navegáveis.
- Rio Maracaí: afluente pela margem direita do rio Paraná, banha o município Itaquiraí, limite entre os municípios de Iguatemi e Itaquiraí.
- Rio Paraná: formado pela confluência dos rios Paranaíba (nasce em Minas Gerais) e o Grande (cujas cabeceiras ficam na serra da Mantiqueira, em Minas Gerais), a uns 10 km a nordeste da cidade de Aparecida do Taboado; daí até o ponto extremo de Mato Grosso do Sul, faz divisa entre este Estado (município de Itaquiraí) e o Estado do  Paraná. É o principal rio da bacia do mesmo nome.

Vegetação
A vegetação do município de Itaquiraí apresenta predominância da Floresta Estacional Semidecidual com áreas de pastagem plantada. Aparecem, em menor percentual, distribuídas pelo município, a Floresta Estacional e Floresta Submontana.

### Geografia política
Fuso horário
Está a -1 hora com relação a Brasília e -4 com relação ao Meridiano de Greenwich.
Área
Ocupa uma superfície de de 2 063,876 km².
Subdivisões
Itaquiraí (sede) e Porto Iporã.
Arredores
Naviraí, Eldorado e Iguatemi.

## Demografia
A população é de 18 618 (urbana: 11 015 – rural: 7 603), e a densidade demográfica é de 9,02 hab/km² (Fonte: Censo do 2010 do IBGE).

## Economia
Na produção vegetal, Itaquiraí destaca-se pelo cultivo da lavoura comercial de grãos, sendo que, no ano de 2004, as principais culturas (soja, milho, algodão herbáceo e trigo) produziram, aproximadamente, 60 020 toneladas em uma área colhida de 26 374 hectares, com destaque para a produção de soja, que responde por 48,06% daquele volume e 64,30% da área. O milho vem em segundo lugar, participando com 41,67% da produção e 25 012 toneladas, colhidas em uma área de 6 210 hectares. Também conta com algumas indústrias que contribuem para a economia do município, a maior indústria que fornece geração de emprego é a Bello Alimentos, fornecendo mais de 500 empregos diretos e indiretos.
Os destaques no comércios ficam por conta das maiores lojas de móveis entre elas Requinte Móveis, Eletromóveis e Gazin.

## Educação
A cidade conta com três escolas que são gerenciadas pelo Governo do Mato Grosso do Sul:
E.E José Juarez Ribeiro de Oliveira 
E.E Manoel Guilherme dos Santos 
E.E Leopoldo Dalmolin
Possui também duas escolas municipais, cuja Escola Municipal Jardim Primavera situa-se dentro da cidade, já a Escola Municipal Santa Rosa situa-se em um assentamento próximo a cidade, e conta também com três creches e uma pré-escola.
Conta com uma universidade privada de ensino à distância. (Anhanguera)

## Transportes
O município não possui transporte público. A cidade é fornecida pela Rodoviária Municipal de Itaquiraí. A BR-163 corta a cidade passando pela Av. Industrial.